# Петров, Леонид Павлович
Леонид Павлович Петров (1935 — 15 мая 2015) — советский российский тренер по пулевой стрельбе (движущаяся мишень). Заслуженный тренер СССР.

## Биография
Родился в 1935 году. Во время Великой Отечественной войны пережил блокаду Ленинграда. Ветеран военной службы. Чемпион СССР по пулевой стрельбе по движущимся мишеням. Тренер Заслуженных мастеров спорта А. Рудницкого, С. Савостьянова, А. Асрабаева. Тренер сборной команды СССР по группе «бегущий кабан» 1980—1992 гг. Работая тренером-преподавателем группы «движущаяся мишень» КШВСМ, Леонид Павлович подготовил Заслуженного мастера спорта М. Степанова, Мастеров спорта международного класса О. Степанову и М. Федоренко (Гулак).
Подопечные Леонида Павловича на Олимпийских играх в Москве, в Сеуле и в Барселоне и на международных соревнованиях «Дружба-84» завоевывали золотые, серебряные и бронзовые медали, двенадцать раз побеждали на чемпионатах планеты, одиннадцать раз устанавливали рекорды мира, неоднократно побеждали на первенствах Европы, в борьбе за Кубок мира, становились чемпионами и рекордсменами СССР, СНГ, России.
В последние годы своей жизни работал начальником стрелкового тира «Динамо» в Санкт-Петербурге.
Заслуженный тренер СССР, Заслуженный работник физической культуры Российской Федерации, Почётный мастер спорта СССР. Имел звание подполковника.
Награждён медалями «За трудовую доблесть», «За безупречную службу» I, II, III степени.
Скончался 15 мая 2015 года.